# Indonesia (Spiel)
Indonesia ist ein Brettspiel der niederländischen Spieleautoren Jeroen Doumen und Joris Wiersinga, das 2005 im Verlag Splotter Spellen veröffentlicht wurde. Jeder Spieler übernimmt die Rolle eines Unternehmers, der in Indonesien frühe Industrieunternehmen gründet und versucht, durch den Verkauf seiner Produkte in Städten und Fusionen mit Unternehmen der Mitspieler das meiste Geld zu verdienen. Das Spiel kann von zwei bis fünf Spielern gespielt werden, empfohlen werden mindestens drei Spieler. Die Spieldauer beträgt etwa drei bis vier Stunden. Indonesia wurde 2006 beim International Gamers Award nominiert.

## Thema und Ausstattung
Bei Indonesia handelt es sich um ein Brettspiel, bei dem man Produktionsunternehmen, wie Reis-, Gewürz-, Fast-Food-, Kautschuk- und Ölunternehmen, gründet und deren produzierte Waren in den Städten verkaufen muss, um Geld zu verdienen. Dafür benötigt man Transportunternehmen, die ebenfalls von den Spielern gegründet werden können und Geld mit dem Transport der Waren verdienen. Hauptmerkmal der Interaktion der Spieler untereinander ist die Möglichkeit, seine Unternehmen mit denen seiner Mitspieler fusionieren zu können, um profitablere Unternehmen zu erwerben. Das Spiel ist in drei Epochen geteilt, wobei in jeder Epoche neue Städte entstehen und neue Unternehmen gegründet werden können. Es endet, wenn in der letzten Epoche alle notwendigen Unternehmen gegründet wurden; Sieger des Spiels ist, wer am meisten Geld verdient hat.
Das Spielmaterial ist weitestgehend sprachneutral, die Spielregel ist auf Deutsch und Englisch. Außerdem besteht das Spiel aus:
- 1 Spielplan
- 5 Spielhilfen
- 30 Holzmarker, sechs in jeder der fünf Spielerfarben
- 6 Sätze Schiffsmarker, fünf in Spielerfarben und ein neutraler
- 23 Städtemarker, in drei verschiedenen Farben
- 24 Besitzurkunden für Unternehmen
- 15 Stadtbaukarten
- zahlreiche Warenmarker aus Holz und Pappe
- Spielgeld

## Spielweise

### Spielaufbau
Das Spielbrett zeigt Indonesien, das in mehrere Provinzen unterteilt ist, die wiederum in mehrere Regionen aufgeteilt sind. Am Spielfeldrand ist eine Entwicklungstabelle mit fünf Punkten, Das Spiel ist in drei Epochen unterteilt, in jeder Epoche werden neue Städte in den Regionen platziert und stehen neue Unternehmen zur Verfügung. Jede Epoche ist zudem in Jahre unterteilt, wobei jedes Jahr einer Spielrunde entspricht. In jeder Spielrunde werden von den Spielern reihum sieben Phasen gespielt.
Zu Beginn werden die Besitzurkunden für Unternehmen der ersten Epoche neben die jeweilige Region ausgelegt, in der das Unternehmen eröffnet werden kann. Nachdem jeder Spieler anschließend eine Spielhilfe, 100 Rupien und drei Stadtbaukarten, eine für jede der drei Epochen bekommen hat, beginnt das Spiel, indem zunächst die Startreihenfolge ausgelost wurde und im Anschluss jeder Spieler in einer der drei möglichen Provinzen seiner Stadtbaukarte eine Stadt der ersten Stufe gründet.

### Spielgeschehen
Das Spielgeschehen einer jeden Ära (Epoche) ist in mehrere Jahre geteilt, welche wiederum in sieben Phasen unterteilt werden. Die sieben Phasen sind im Folgenden:
1. Neue Ära
Zu Beginn jeder Spielrunde wird überprüft, ob eine neue Ära beginnt. Wenn in dieser Phase entweder alle Besitzkarten der Unternehmen auf dem Spielplan weg sind, weil sie von den Spielern gegründet wurden, oder nur noch Besitzkarten einer Unternehmenssorte, also etwa nur noch Reisunternehmen auf dem Spielplan ausliegen, werden die übrig gebliebenen aus dem Spiel genommen und die Besitzkarten der nächsten Ära gemäß den Regeln auf dem Spielbrett ausgelegt. Außerdem gründet jeder Spieler anschließend mit Hilfe seiner Stadtbaukarte der neu eintretenden Ära eine neue Stadt. Liegen noch Besitzkarten von mindestens zwei verschiedenen Arten von Unternehmen auf dem Spielbrett aus, passiert in dieser Runde nichts.
2. Für die Spielerreihenfolge bieten
Die Spieler bieten in der Reihenfolge der letzten Spielrunde Geld, um die nächste Spielreihenfolge zu bestimmen. Kein Spieler darf ein einmal gegebenes Gebot nachträglich erhöhen, so dass der letzte Spieler der letzten Runde immer weiß, welche Summe er bieten müsste, um in der nächsten Runde der Erste zu sein. Wer in der fünften Phase das Feld "Turn Order Bid" entwickelt hat, muss seine gebotene Summe mit dem Faktor multiplizieren. Wichtig ist zudem, dass das gebotene Geld zwar bezahlt wird, allerdings nur der Liquidität des Spielers entnommen wird, er den Rest des Spiels keinen Zugriff mehr darauf hat, das Geld trotzdem in der Endabrechnung dazugezählt wird.
3. Fusionen
In der dritten Phase hat jeder der Spieler, sofern er ebenfalls wieder in der fünften Phase das entsprechende Feld entwickelt hat, die Möglichkeit Fusionen zweier Unternehmen einzuleiten. Es ist dabei nicht notwendig eins der beiden Unternehmen zu besitzen, jeder Spieler darf bei der Versteigerung mitmachen, solange er noch Platz (Slots) für ein weiteres Unternehmen frei hat. Als Ergebnis einer Fusion entsteht ein Unternehmen, dessen Besitzkarten übereinander gelegt werden und fortan nur noch als ein einziges Unternehmen zählt. Wichtig ist allerdings, dass das entstehende Unternehmen, höchstens dem "Mergers"-Wert entspricht, der auf der Forschungstabelle auf dem Spielbrett zu sehen ist.
Durch die ab Ära zwei mögliche Fusion von Reis- und Gewürzunternehmen, können zusätzlich Siap-Faji-Unternehmen (Fast-Food-Unternehmen) entstehen, deren Gewinne höher sind. Dies ist die einzige Möglichkeit, bei der Unternehmen zwei verschiedener Sorten miteinander fusionieren können, sonst können immer nur zwei gleiche Unternehmen eine Fusion eingehen.
4. Neuerwerbungen
In dieser Phase dürfen die Spieler sich eins der auf dem Spielbrett vorhandenen Unternehmen aussuchen. Einzige Bedingung ist, dass sie noch Platz dafür haben. Der Platz für Unternehmen wird durch das Feld "Slots" bestimmt, welches in Phase fünf ebenfalls entwickelt werden kann und in der Entwicklungstabelle ablesbar ist. Spieler dürfen abwechselnd solange Unternehmen gründen, wie diese Slots frei haben oder alle gepasst haben. Bei einer Neuerwerbung wird dabei die Besitzkarte des Unternehmens vor einen Spieler gelegt und ein Pappmarker der Unternehmenssorte in ein freies Feld der zugehörigen Region gelegt.
5. Forschung und Entwicklung
In der fünften Phase darf jeder Spieler einen Punkt auf seiner Entwicklungstabelle erhöhen. Zur Auswahl stehen dabei:
- Slots: Die Anzahl der Unternehmen, die von einem Spieler gleichzeitig betrieben werden können.
- Mergers: Die Anzahl der Besitzkarten, die ein Unternehmen haben darf, nachdem der Spieler eine Fusion eingeleitet hat.
- Hull Player: Die Anzahl an Güter, die jedes Schiff eines Transportunternehmens für jedes Produktionsunternehmen transportieren darf, bis dessen Kapazität erschöpft ist.
- Expansion: Das maximale Wachstum, das ein Unternehmen in der Operationsphase haben kann
- Turn Order Bid: Der Multiplikator des Gebotes für die Spielreihenfolge.

6. Operationen von Unternehmen
Schifffahrtsunternehmen können in dieser Phase lediglich bis zur jeweiligen auf der Besitzkarte angegebenen Maximalgröße wachsen, in dem auf jedes Meeresfeld ein Schiff gelegt wird, um die mögliche Route des Unternehmens anzuzeigen.
Produktionsunternehmen produzieren für jedes Feld auf das sich die Plantage erstreckt eine Ware der jeweiligen Sorte. Der Besitzer des Unternehmens muss, wenn es ihm möglich ist, alle seine Waren verkaufen. Er braucht dafür ein Schifffahrtsunternehmen, das an ein Feld seiner Plantage heranreicht und ein Feld mit einer Stadt verbindet. Der Besitzer des Produktionsunternehmens bekommt von der Bank den Geldbetrag seiner Ware ausgezahlt und muss den Besitzer des Schifffahrtsunternehmens für die Benutzung seiner Transportwege bezahlen. Da jede Stadt nur eine begrenzte Menge an Waren kauft, können die Transportwege recht lang werden, weswegen es dabei auch durchaus möglich ist, Geld zu verlieren. Jedes Unternehmen, das am Ende dieser Phase sämtliche seiner Waren verkaufen konnte, wächst anschließend um den "Expansion"-Wert des besitzenden Spielers, das bedeutet, dass er entsprechend viele Pappmarker auf angrenzende Felder auslegt.
7. Stadtwachstum
Zu Beginn besteht jede Stadt aus einem gelben Glasstein und kann nur eine Ware einer jeden aktuell verfügbaren Sorte aufnehmen. Wenn die Stadt in der vorhergehenden Phase alle benötigten Waren bekommen konnte, wächst sie in dieser Phase zur nächstgrößeren Stadt. Eine gelbe Stadt wächst zur grünen und braucht in der nächsten Runde zwei Waren, die grüne wächst wiederum zur roten und braucht im Anschluss drei Waren jeder Sorte. Größere Städte gibt es nicht.

### Spielende
Werden in der dritten Ära entweder alle verfügbaren Unternehmen gegründet und deren Besitzkarten vom Spielbrett genommen oder es bleiben nur noch Besitzkarten einer Sorte übrig, endet das Spiel augenblicklich. Der Spieler mit dem meisten Bargeld insgesamt, gewinnt das Spiel, das Geld, das beim Bieten für die Zugreihenfolge beiseite gelegt wurde, wird mitgerechnet. Die Einnahmen der letzten Runde werden verdoppelt, die Werte der Unternehmen haben dagegen keinen Einfluss. Sieger ist, wer das meiste Geld verdienen konnte.

## Spielentwicklung und Rezension
Das Spiel Indonesia wurde vom niederländischen Spieleautorenduo Jeroen Doumen und Joris Wiersinga entwickelt und 2005 im eigenen Verlag Splotter Spellen veröffentlicht. Nachdem die Erstauflage verkauft war, wurde das Spiel 2006 in einer leicht überarbeiteten Edition neu aufgelegt. Der insgesamt dritte Nachdruck des Spiels folgte 2016.
In der ersten Edition gab es lediglich Pappmarker, die sowohl die Größe der Unternehmen auf dem Spielbrett darstellten, als auch auf der Rückseite anders bedruckt waren und dadurch die transportierten Waren darstellten. In der zweiten Edition wurden dem Spiel Holzmarker hinzugefügt, die jedoch für Verwirrung sorgten. Diese sollten ursprünglich auf den Feldern auf dem Spielbrett die Größe der Unternehmen anzeigen, sind für diesen Zweck jedoch viel zu groß. Erst wenn man diese mit den Pappmarkern vertauscht, die auch der zweiten Edition beiliegen, wird das Spiel wieder sinnvoll spielbar. Das Spiel erhielt durchweg gute Kritiken, die strategische Spieltiefe und die Interaktionsmöglichkeiten wurden oft positiv hervorgehoben, genauso wie die Gestaltung des Spielbretts. 2025 wird eine komplett überarbeitete Neuauflage beim Verlag erscheinen.